# Флавије Анастасије Павле Проб Москиан Проб Магнус
Флавије Анастасије Павле Проб Москианус Проб Магнус је био византијски државник .

## Биографија
Можда је био брат Флавија Анастасија Павла Проба Сабинијана Помпеја Анастасија, конзула 518.  Ако је тако, Анастасије је био син Сабинијана, конзула 505. године, и нећаке цара Анастасија I,  што га је учинило царевим унуком.
Служио је као конзул 518. године  

## Породица
Његова ћерка Јулијана била је удата за Марцела (брата цара Јустина II) .